# Vitaa
Charlotte Gonin, conhecida pelo seu nome artístico, Vitaa (Mulhouse, 14 de Março de 1983) é uma cantora francesa de pop, R&B, adult contemporary e urban contemporary.
Foi a primeira artista a assinar um contracto com a Motown France, seguindo-se o lançamento do seu álbum de estreia A fleur de toi a 5 de Fevereiro de 2007, que alcançou a primeira posição em França.
Vitaa esteve creditada como acto de abertura na digressão Last Girl on Earth Tour de Rihanna, a 20 e 21 de Abril de 2010.

## Discografia

### Álbuns
| Year | Album             | Peak positions | Peak positions | Peak positions | Peak positions |
| ---- | ----------------- | -------------- | -------------- | -------------- | -------------- |
| Year | Album             | FR             | BEL (Wa)       | SWI            |                |
| 2007 | À fleur de toi    | 1              | 6              | 16             |                |
| 2010 | Celle que je vois | 10             | 53             | ;–             |                |
| 2013 | Ici et maintenant | 16             | 44             | ;–             |                |
| 2015 | La même           | 27             | 28             | ;–             |                |
| 2017 | J4M               | 12             | 14             | ;–             |                |
| 2018 |                   |                |                |                |                |

### Álbuns de estúdio
- 2007: À fleur de toi
- 2009: Celle que je vois

### Singles
| Ano       | Música                              | Classement | Classement | Classement | Vendas   | Certification | Album             |
| Ano       | Música                              | ;France    | ;Belgique  | ;Suisse    | Vendas   | Certification | Album             |
| --------- | ----------------------------------- | ---------- | ---------- | ---------- | -------- | ------------- | ----------------- |
| 2006      | À fleur de toi                      | 14         | -          | 76         | 125 ;000 | ;Argent       | À fleur de toi    |
| 2007      | Ma sœur                             | —          | -          | -          | 112 ;000 | ;Argent       | À fleur de toi    |
| 2007      | Toi                                 | —          | —          | -          | -        | —             | À fleur de toi    |
| 2007      | Pourquoi les hommes ;?              | —          | —          | -          | -        | —             | À fleur de toi    |
| 2009      | Une fille pas comme les autres      | —          | -          | —          | -        | —             | Celle que je vois |
| 2010      | Pour que tu restes                  | —          | —          | -          | -        | —             | Celle que je vois |
| 2013      | Game Over ;(avec ;Maitre Gims)      | 1          | 7          |            | 105 000  |               | Ici et maintenant |
| 2014      | Feel Good ;(Robin Thickeavec Vitaa) |            |            |            |          |               |                   |
| 2015      | Vivre                               | 11         |            |            |          |               | La Même           |
| 2015      | No Limit                            | 9          |            |            |          |               | La Même           |
| 2015      | T'es où ;?                          |            |            |            |          |               | La Même           |
| 2016-2017 | Ça les dérange ;(avec ;Jul)         | 2          |            |            |          | Platine       | J4M               |
| 2016-2017 | Bienvenue à Paris                   | 2          |            |            |          |               | J4M               |
| 2016-2017 | Dans ma tête                        | 2          |            |            |          |               | J4M               |
| 2016-2017 | Peine et pitié                      | 3          | 10         |            |          |               | J4M               |
| 2016-2017 | Tu me laisseras                     |            |            |            |          |               | J4M               |
| 2016-2017 | Comme Dab                           | 66         |            |            |          |               | J4M               |
| 2016-2017 | Chacun sa route (avec Kids United)  | 98         |            |            |          |               |                   |
| 2018      | Un peu de rêve (avec Claudio Capeo) | 6          |            |            |          | Ouro          | J4M               |
| 2018      | Je te le donne (avec Slimane)       |            |            |            |          |               |                   |

### Colaborações
- - 2002 : ;Pas à Pas ;avec Dadoo;(Double Face 4)
  - 2003 : ;Mytho ;avec ;Mafia K'1 Fry ;(Double Face 5)
  - 2003 : ;Oublie ;avec ;Pit Baccardi ;et ;Diam's ;(Double Face 5)
  - 2003 : ;Sur Ta Route ;avec ;Dadoo;(France History X)
  - 2004 : ;C.B ;avec Casus Belli ;(Street Tape vol. 2)
  - 2005 : ;Bol d'Air ;avec ;Rohff ;et Jasmin Lopez ;(Au-Delà de Mes Limites)
  - 2005 : ;La Gomme ;avec ;Diam's ;(Illicite Projet)
  - 2006 : ;Confessions nocturnes ;avec ;Diam's ;(Dans Ma Bulle)
  - 2006 : ;Ne Dis Jamais ;avec ;Sinik ;(Sang Froid)
  - 2006 : ;Peur d'Aimer ;avec ;Nessbeal ;(La Mélodie des Briques)
  - 2007 : ;Pas Cette Fois ;avec ;Soprano ;(Puisqu'il Faut Vivre)
  - 2008 : ;Thug Love ;avec ;Kery James ;(À l'Ombre du Show Business)
  - 2008 : ;Tu Peux Choisir ;avec ;Gage ;(Changer le Monde)
  - 2008 : ;Elle et Moi ;avec ;Mohamed Reda ;(Raï'n'b Fever 3)
  - 2010 : ;Love Cimetière ;avec ;Mac Tyer ;(Hat Trick)
  - 2010 : ;Voir le Monde d'En Haut ;avec ;Diam's ;(Celle Que Je Vois)
  - 2011 : ;Pour Que Tu Restes (So That You Stay) ;avec ;Jeremih
  - 2011 : ;Faut Pas Me Chercher (Remix) ;avec ;L'Algérino
  - 2012 : ;Le Temps Qui Passe ;avec ;Dry ;(Tôt ou Tard)
  - 2012 : ;Mes Aveux ;avec M.A.S ;(Une Minute de Silence)
  - 2012 : ;Si tu m'aimes (If You Love Me) ;avec Francisco
  - 2013 : ;Game Over ;avec ;Maître Gims
  - 2013 : ;Avant Toi ;avec ;Amel Bent
  - 2014 : ;Feel Good ;avec ;Robin Thicke
  - 2015 : What a Feeling avec ;Maude ;(Les stars font leur cinéma)
  - 2016 : ;Ça les dérange ;avec ;Jul
  - 2017 : Un peu de rêve avec Claudio Capéo
  - 2018 : Je te le donne avec Slimane

### NRJ Music Awards
| Ano  | Travail nommé   | Recompensas                             | Resulatado |
| ---- | --------------- | --------------------------------------- | ---------- |
| 2008 | Vitaa           | Révélation française                    | Nomination |
| 2008 | Diam's ;& Vitaa | Meilleure Groupe/Duo francophone        | Nomination |
| 2017 | Vitaa           | ARTISTE FÉMININE FRANCOPHONE DE L'ANNÉE | Nomiação   |

### L'année du Hip Hop
| Année | Travail nommé  | Récompense              | Résultat   |
| ----- | -------------- | ----------------------- | ---------- |
| 2008  | Vitaa          | Meilleure Artiste R'N'B | Nomination |
| 2008  | À Fleur de toi | Meilleure Chanson       |            |

### Música do Ano 2018 (TF1)
| Ãno  | Musica Nomeada                    | Resultado |  |
| ---- | --------------------------------- | --------- |  |
| 2018 | Un peu de rêve avec Claudio Capéo | Nomiação  |  |
|      |                                   |           |  |
|      |                                   |           |  |